# Minimalne stężenie bakteriobójcze
Minimalne stężenie bakteriobójcze, MBC (od ang. minimum bactericidal concentration) – najmniejsze stężenie środka bakteriobójczego (antybiotyku lub chemioterapeutyku), przy którym ginie 99,9% bakterii. Oznacza się je w warunkach in vitro i wyraża w mg/l.
MBC jest parametrem charakteryzującym leki przeciwbakteryjne: określa, jakie stężenie leku ma aktywność bakteriobójczą. Lek o takim stężeniu zabija bezpośrednio formy wegetatywne bakterii.
W odniesieniu do grzybów wskaźnik ten nazywa się minimalnym stężeniem grzybobójczym (MFC, od ang. minimum fungicidal concentration).